# Apsiu
Apsiou (gr. Αψιού) – wieś w Republice Cypryjskiej, w dystrykcie Limassol. W 2011 roku liczyła 208 mieszkańców.